# Rhododendron westlandii
Rhododendron westlandii är en ljungväxtart som beskrevs av William Botting Hemsley. Rhododendron westlandii ingår i släktet rododendron, och familjen ljungväxter. Inga underarter finns listade i Catalogue of Life.